# 구좌중앙초등학교
구좌중앙초등학교는 대한민국 제주특별자치도 제주시 구좌읍 월정리에 있는 공립 초등학교이다.

## 학교 연혁
- 1923년 9월 1일 설립인가
- 1924년 5월 10일 사립중앙보통학교 개교
- 1930년 5월 30일 6년제 개편 인가
- 1938년 3월 31일 사립중앙심상소학교 개칭
- 1941년 3월 31일 사립중앙국민학교 개칭
- 1946년 3월 31일 구좌중앙공립국민학교 개칭
- 1950년 5월 31일 구좌중앙국민학교 개칭
- 1976년 5월 31일 도서관 신축
- 1981년 3월 10일 병설유치원 개원
- 1993년 11월 25일 사랑의 집(급식소) 준공
- 1996년 3월 1일 구좌중앙초등학교로 개칭
- 1999년 9월 1일 구좌중앙쉼터 조성
- 2004년 2월 18일 학교운동장 잔디 조성
- 2004년 10월 4일 2층 교실 및 화장실 증축
- 2007년 2월 28일 영어학습실 구축
- 2007년 7월 10일 과학실 현대화 사업
- 2008년 8월 11일 운동장 스탠드 보수공사
- 2008년 10월 12일 어린이 보호구역 개선사업
- 2008년 10월 31일 학교 방송실 (꿈 스튜디오) 설치
- 2011년 7월 20일 유치원 통로 비가림 시설 및 복합놀이 시설
- 2012년 2월 1일 급식실 전기오븐 설치
- 2012년 10월 9일 장애인 편의시설 완공, 급식실 통로 비가림 시설 보수
- 2012년 12월 20일 다목적강당 악기정리용 붙박이장 설치
- 2013년 1월 30일 학교건물 내부, 외부 도색
- 2014년 2월 28일 급식실 리모델링 공사 완료
- 2015년 7월 5일 농구장 우레탄 바닥 공사
- 2015년 9월 7일 다목적실 대수선 공사
- 2016년 2월 5일 제92회 졸업(13명), 총 4303명
- 2016년 12월 16일 2층 3개 교실 증축
- 2017년 2월 8일 제93회 8명 졸업(총 4,311명)
- 2017년 3월 1일 제44대 허현국 교장 부임
- 2018년 1월 29일 제94회 11명 졸업, 총 4,322명
- 2018년 3월 2일 교육부 요청 도지정 다문화 정책연구학교 운영

## 사건 사고
- 2019년 10월 2일 태풍 미탁으로 인하여 지붕이 교실동 무너져 파손되었다.

## 참고 자료
- 구좌중앙초등학교 - 한국교육학술정보원 학교알리미